# Styphlus
Styphlus är ett släkte av skalbaggar. Styphlus ingår i familjen vivlar.

## Dottertaxa tillStyphlus, i alfabetisk ordning[1]
- Styphlus armeniacus
- Styphlus corcyreus
- Styphlus cuneipennis
- Styphlus extensus
- Styphlus insignis
- Styphlus jonicus
- Styphlus judaeus
- Styphlus kruperi
- Styphlus lederi
- Styphlus lepidopterus
- Styphlus muscorum
- Styphlus oros
- Styphlus penicillus
- Styphlus pilosus
- Styphlus pilumnus
- Styphlus porosus
- Styphlus pusillus
- Styphlus rotundicollis
- Styphlus setiger
- Styphlus setosus
- Styphlus setulosus
- Styphlus syriacus
- Styphlus tissoni
- Styphlus ulcerosum
- Styphlus ulcerosus
- Styphlus uncatus
- Styphlus uncipes
- Styphlus unguiculare
- Styphlus unguicularis
- Styphlus ursus
- Styphlus verrucosus